# Valdes (polotok)
Polotok Valdes (špansko Península Valdés) je polotok v Atlantskem oceanu v departmaju Biedma v severovzhodni provinci Chubut v Argentini. Meri približno 3625 km² (brez preliva Carlos Ameghino, ki povezuje polotok s celino) in je pomemben naravni rezervat, ki ga je UNESCO leta 1999 uvrstil na seznam svetovne dediščine.

## Zgodovina
V preteklosti je bila regija naseljena s Tehuelči. Sledi te kulture lahko najdemo v izobilju v obliki izrezljanih vrhov puščic. Njihvo ime v jeziku tehuelče je Kaüas a Süen.
Leta 1520 je odprava pod vodstvom  Ferdinanda Magellana priplula na  njegove obale. Kasneje je bila znana destinacija za ladje, namenjene zakolu morskih levov, za pridobivanje kož. Leta 1778 ga je ekspedicija Basilia Villarina imenovala polotok Valdés v čast španskega ministra.
V 18. stoletju so Španci ustanovili Guardia de San José (trdnjavo in pristanišče San José de la Candelaria), nato majhno naselje civilnega prebivalstva, sestavljenega večinoma iz maragatov (prebivalci province León v Španiji). Trdnjava na severu je bila etapa pristanka prvih španskih naseljencev na 42°25′S 64°15′W / 42.417°S 64.250°W na plaži Villarino, medtem ko so ruševine trdnjave La Candelaria ali trdnjave San José približno 18 kilometrov vzhodneje proti koordinatam 42°25′S 64°09′W / 42.417°S 64.150°W.
Sprva so bili odnosi med Tehuelči in Španci mirni, kasneje pa je prišlo do stopnjevanja prepirov, ki jih je verjetno povzročila konkurenca pri rabi virov tega območja ali ker so domorodci, ki niso poznali  sistema zasebne lastnine, odvzeli blago, ki je bilo v lasti naseljencev, ali ker je avtohtona reakcija potekala ob izkoriščanju motenj Špancev med verskim praznovanjem; mesto in trdnjava sta bili leta 1810 uničena.
Sredi 19. stoletja so območje začeli dokončno poseljevati argentinski naseljenci.
Med leti 1901 in 1920 je železnica Península Valdés krožila med Puerto Pirámidesom in Las Salinas Grandes, da bi izkoriščala sol za uživanje.
21. maja 1975 je bil sprejet zakon št. 20956, ki je določal: 
{{quote (...) sprožijo terenske študije in preiskave v kabinetu, potrebne za čim hitrejše oblikovanje načrta za energijsko uporabo plime in oseke na morski obali države (...), takoj začnejo s študijami in raziskavami za razvoj izvršnega projekta za uporabo plimovanja na polotoku Valdez v obdobju največ treh (3) let z uporabo plimovanja med zalivi Nuevo in San José v provinci Chubut in kot začetek del leta 1978.}}
Čeprav je nacionalna zakonodaja še vedno v veljavi, ni bila nikoli uveljavljena, ker je območje svetišče za  južnomorske kite (Eubalaena australis).

## Geografija
S površino 3625 km² in tik južno od velikega zaliva San Matías, ima ta nenavaden polotok dve široki zarezi, ki izvirata iz tektonskih pogrezanj: na severu zaliv San José in na jugu zaliv Nuevo in na vzhodu manjši, podolgovat zaliv Valdés, ločen od Argentinskega morja z ozko in dolgo plitvino.
Najvišje nadmorske višine so v vzhodnem delu ožine Carlos Ameghino, z vrhom na hribu Piaggio, s 110 m nmv; druga glavna nadmorska višina je Cerro Morro, 109 m nmv prav na južnem koncu tega polotoka. Jugozahodna obala je povišana, s pomembnimi pečinami, okronanimi z 'griči', ki so približno 100 m nmv.
Večji del polotoka je nerodovitna zemlja z nekaj slanimi jezeri. Največje Bajo del Gualicho (ne smemo zamenjati s soimenjakom v provinci Río Negro) na višini približno 40 m pod morsko gladino in Bajo Valdés; druge manjše depresije povzročajo soline, kot je Salinas Grandes (ne smemo jih zamenjati z drugimi 'Salinas Grandes', ki tudi obstajajo v Argentini: te solinke na polotoku so velike le v primerjavi s polotokom), Salinas Chicas (skoraj takoj zahodno od Salinas Grandes) in El Salitral, ki se nahajata v središču severozahodno od polotoka.
Najbližje večje mesto je Puerto Madryn. Edino naselje na polotoku je majhno naselje Puerto Pirámides. Obstajajo tudi številna veleposestva (estancia), kjer gojijo ovce.

### Podnebje
Polotok Valdes ima polsušno podnebje. Ima podnebje, značilno za severno Patagonijo, ki je spremenjeno z interakcijami med vzorci kroženja zraka in sosednjim oceanom. Polotok se nahaja med subtropskim pasom visokega tlaka (nahaja se pri 30 °J) in subpolarnim območjem nizkega tlaka (nahaja se med 60 ° in 70 °J), zaradi česar je veter pretežno zahodni. Povprečna letna temperatura je 10,6 ° C, v razponu od povprečne mesečne temperature od 8 ° C  pozimi do 18 ° C poleti. Pozimi temperature nihajo med 0 in 15 ° C, pogoste zmrzali so v povprečju 12–20 dni v sezoni. Temperature poleti lahko nihajo med 15 in 35 ° C.
Povprečna letna količina padavin je nizka, v povprečju znaša 240 mm, čeprav je to iz leta v leto zelo spremenljivo. Notranjost polotoka prejema nekoliko manj padavin kot obalna območja in letno sprejme 200 do 225 mm. Padavine so dokaj enakomerno porazdeljene skozi vse leto, čeprav je v aprilu in juniju največ padavin. Južno nihanje El Niño močno vpliva na podnebje polotoka. Med letom El Niña so padavine večje od novembra do februarja.

### Živalstvo
Na obali živijo morski sesalci, kot so patagonijski morski lev, južnomorski slon (Mirounga leonina), južnoameriški tjulenj. Južnomorske kite najdemo v Golfo Nuevo in Golfo San José, zaščitenih vodnih telesih med polotokom in celinsko Patagonijo. Ti vosati kiti pridejo med majem in decembrom, se parijo in kotijo, ker je voda v zalivu tišja in toplejša kot na odprtem morju. Orke najdemo ob obali, na odprtem morju ob polotoku. Znano je, da plavajo na obalo, da bi ujeli morske leve in tjulnje.
Notranji del polotoka naseljujejo nanduji, gvanaki in patagonske mare (Dolichotis patagonum). Na polotoku živijo tudi raznolika vrsta ptic; na tem območju živi vsaj 181 ptičjih vrst, od tega 66 selivk, vključno z antarktičnim golobom.
- Opazovanje kitov
- Kit pod vodo
- Kit
- Magellanov pingvin
- Mali pasavec
- Gvanako
- Južnoameriška siva lisica
- Južni morski sloni
- Patagonski morski lev

## Zaščita
Leta 1999 je Unesco polotok Valdés vključil na svoj seznam svetovne dediščine. Je del hemisferične mreže rezervatov obalnih ptic kot območje regionalne kategorije.5 Po pokrajinski zakonodaji je bilo ustvarjeno zavarovano naravno območje polotoka Valdés, ki obsega kopno in zračni prostor ter pas treh morskih milj okoli njega.

### Rezervat
- Provincialni morski park Golfo San José ima poleg obilne favne še nekaj zanimivosti: odličen je za potapljanje med svojimi podvodnimi grebeni.
- Na skrajnem severovzhodu polotoka je rezervat divjih živali Punta Norte, kjer so morski levi, morski sloni, Magellanovi pingvini in rjave govnačke (Stercorarius antarcticus).
- Na vzhodu, še vedno na obali, rezervat divjih živali Caleta Valdés, kjer je kolonija pingvinov in morski sloni; občasno lahko opazimo orke.
- Znotraj Golfo Nuevo je skoraj takoj ob Puerto Pirámidesu, na severovzhodni obali omenjenega zaliva, rezervat patagonijskega morskega leva Puerto Pirámides.
- Na skrajnem jugovzhodu Golfo Nuevo je jedro provincialnega rezervata Golfo Nuevo.
- Severno od ožine Ameghino, obkroženo z vodami zaliva San José, je rezervat Isla Pájaros.
- Zunaj polotoka Valdés - čeprav je znotraj njegovega zavarovanega območja - približno 8 kilometrov jugovzhodno od Puerto Madryna, je rezervat Punta Loma, kjer so poleg morskih levov tudi kormorani.

## Turizem
Polotok Valdés je pomembna turistična destinacija, ki jo obiskujejo skozi vse leto in je tudi destinacija številnih študijskih potovanj za srednješolce v Argentini.
Mesto Puerto Madryn, ki je 77 km oddaljen od polotoka, je bilo prizorišče, kjer se je razvil tako imenovani 'aktivni turizem', to je izvajanje športnih dejavnosti, kot so potapljanje, športni ribolov in vožnja z motornimi čolni, tako da obiskovalec v teh krajih najde nekaj več kot samo naravno okolje. Aktivni turizem je neposredno povezan z ekoturizmom in je deloval kot promotor zaščite polotoka in njegove razglasitve kot svetovne dediščine.
Edino pomembno človeško naselje na tem polotoku je turistično naselje Puerto Pirámides, imenovano po piramidnih kamnitih formacijah okoli njega s približno 500 stalnimi prebivalci. Zunaj naselja Puerto Pirámides, ki je bilo nekoč pristanišče za pridobivanje soli, se redko prebivalstvo razprostira na približno 30 posestvih za rejo ovac, bližnje plaže pa vključujejo Los Molinos z zapuščenim mlinom in Las Cuevas, ki je svoje ime dobilo po pečinah.
Ta polotok je eno najpomembnejših turističnih destinacij v Argentini in vsako leto privabi na tisoče obiskovalcev iz države in tujine. Zahvaljujoč veljavni zaščitni politiki populacija južnomorskega kita počasi okreva.
Vsako zimo je te kite mogoče opaziti med sezono parjenja in kotenja. Opazovanje kitov je postalo ena najpomembnejših turističnih dejavnosti v državi.
Južnomorski kit začne na obalo polotoka prihajati v začetku maja in se umakne v prvih dneh decembra. Vrsta, ki je bila pred stoletjem pripeljana na rob izumrtja, je zaščitena v teritorialnih vodah države, ki ga je leta 1984 razglasilo za nacionalni naravni spomenik.
V poletni sezoni je turizem usmerjen predvsem k uživanju na plažah Puerto Pirámides - edinih, ki so namenjene kopalcem - in opazovanju divjih živali. Je edini osnovni servisni center na tem območju, ki ima oskrbo z gorivom, nastanitvene enote, turistične dejavnosti, gastronomske storitve in bankomat.
Drug kraj, ki ga je treba obiskati, je Punta Pirámide, ki se nahaja nekaj kilometrov od mesta Puerto Pirámides (2 kilometra makadamske ceste), kjer je kolonija patagonijskega morskega leva in je znotraj območja razmnoževanja južnomorskega kita. Kolonija levov je pod pečino, kjer nam razgledišče omogoča privilegiran pogled in v sezoni lahko opazujemo kite sredi njih.
V 20. stoletju so obstajali projekti za razvoj območja, vendar taki projekti niso upoštevali vpliva na okolje na ekosistem in so danes opuščeni.
Prvi med njimi je bil predlog za ponovno ustanovitev Stare garde San José, ki je zdaj preoblikovana v gromozansko čezmorsko pristanišče, ki bi pokrivalo velik del obal zaliva San José, tak projekt je predvideval gradnjo plovnega kanala, ki bi prečkal ožino Carlos Ameghino in povezal zaliv San José z zalivom Nuevo.
V nadaljevanju je bila obravnavana ideja o ustvarjanju drugega kanala (ali predora), ki bi prav tako prečkal zadevno ožino, čeprav v tem primeru ne za plovbo, ampak za - izkoriščanje pomembne razlike v obstoječih nivojih plime med reko San José Gulf in Golfo Nuevo - ustvarite veliko elektrarno na plimovanje.

## V popularni kulturi
Argentinski dramski film El faro de las orcas ('Svetilnik Ork', 2016), ki ga je režiral Gerardo Olivares, je postavljen na obalo tega polotoka. V poskusu, da bi sinu pomagala najti čustveno povezavo, mati odpotuje s svojim avtističnim sinom v Patagonijo, da bi spoznala čuvaja parka in divje orke.